# Pieczonki
Pieczonki (niem. Pietzonken, 1930–1945 Grünau) – wieś w Polsce położona w województwie warmińsko-mazurskim, w powiecie giżyckim, w gminie Giżycko.
W okresie międzywojennym w Prusach Wschodnich.
W latach 1975–1998 miejscowość administracyjnie należała do województwa suwalskiego.
W miejscowości był przystanek kolejowy Pieczonki.